# Coremagnatha
Coremagnatha — рід совкових з підродини совок-п'ядунів який зустрічається в Південній Америці та Бразилії.

## Систематика
У складі роду:
- Coremagnatha orionalis Walker, 1859